# Mónica Ferrero
Mónica Yannet Ferrero Álvarez (Young,Uruguay, 18 de setiembre de 1961) es una fiscal uruguaya, quien se desempeña como Fiscal de Corte y Procuradora General de la Nación en forma interina desde agosto de 2024.

## Primeros años
Cursó estudios en la Facultad de Derecho de la Universidad de la República, donde obtuvo el título de abogada, prestando juramento en agosto de 1986.

## Jueza de Paz en el interior
Tras cursar estudios en el Centro de Estudios Judiciales del Uruguay, en marzo de 1992 ingresó al Poder Judicial como Jueza de Paz de la novena sección judicial del departamento de Canelones, con sede en la ciudad de Migues.
Permaneció en el cargo durante algo más de un año, hasta que presentó renuncia al ingresar al Ministerio Público.

## Fiscal Letrada en el interior
En efecto, en mayo de 1993 fue designada como Fiscal Letrada Departamental de Tacuarembó.
En febrero de 1995 fue trasladada a la Fiscalía Letrada de Paysandú de Segundo Turno.
Por último, en febrero de 1998 pasó a ocupar el cargo de Fiscal Letrada de Pando de Primer Turno.

## Fiscal Letrada en la capital
En mayo de 2000 ascendió a cumplir funciones en Montevideo, al ser nombrada Fiscal Letrada Nacional en lo Penal de Noveno Turno, donde permaneció casi una década.
En mayo de 2009, fue designada al frente de la Fiscalía Letrada Nacional Especializada en Crimen Organizado de Primer Turno, una de las dos fiscalías con tal especialización creadas por la ley 18.390 de octubre de 2008.
Luego de cuatro años y medio de ocupar tal cargo, en diciembre de 2013 retornó a una fiscalía penal común al ser nombrada Fiscal Letrada en lo Penal de Tercer Turno.
La entrada en vigencia del nuevo Código del Proceso Penal aprobado por ley 19.293 a fines del año 2014, que tras sucesivas modificaciones y prórrogas comenzó a regir en noviembre de 2017, implicó el cambio de un sistema penal inquisitivo a uno acusatorio y adversarial con procesos orales, asumiendo la Fiscalía el rol de instrucción de las investigaciones antes asignado al Poder Judicial.
En dicho marco, se crearon en Montevideo fiscalías especializadas en distintos tipos de delitos, y Ferrero fue nombrada Fiscal Penal de Montevideo de Estupefacientes. Dicha fiscalía se convirtió en la Fiscalía de Estupefacientes de Primer Turno al crearse la de Segundo Turno en noviembre de 2018.

## Fiscal de Corte interina
Al renunciar Jorge Díaz Almeida a su cargo como Fiscal de Corte en octubre de 2021, el cargo fue asumido de forma interina por el entonces Fiscal Adjunto de Corte, Juan Gómez Duarte, conforme a lo establecido por el artículo 23 de la ley 19.483, orgánica de la Fiscalía General de la Nación. Su interinato se prolongó durante varios años dada la ausencia de acuerdo político para el nombramiento de un nuevo Fiscal General titular.
El artículo 406 de la ley 20.075, rendición de cuentas del año 2021, promulgada en octubre de 2022, modificó el artículo 27 de la ley 19.483, estableciendo que correspondería a los Fiscales Penales de Montevideo subrogar al Fiscal Adjunto de Corte en casos de licencia, vacancia temporal o definitiva, en función de la mayor antigüedad como fiscal en Montevideo. A dicho momento, Ferrero, fiscal en la capital desde 2000, era la más antigua de los titulares de fiscalías penales de dicha ciudad.
En tal condición, al ausentarse Gómez de su cargo por licencia médica a fines de diciembre de 2023, Ferrero lo sustituyó interinamente en el cargo, situación que se extendió durante casi siete meses al prorrogarse sucesivamente la licencia de Gómez.
En julio de 2024 éste se reintegró a sus funciones por breve lapso, pero se retiró definitivamente el 30 de agosto para acogerse a la jubilación, retornando Ferrero a ejercer interinamente la Fiscalía de Corte, esta vez por tiempo indeterminado.
Es la cuarta mujer en ocupar dicho cargo en la historia, después de María Elisa Martirena, Elida Fajardo y Mirtha Guianze, si bien todas ellas lo hicieron también en forma interina o subrogante; no habiendo existido hasta la fecha ninguna Fiscal de Corte titular.